# Elecciones municipales de Piura de 1995
Las elecciones municipales de Piura de 1995 se llevaron a cabo el 12 de noviembre de 1995 para elegir al alcalde y al Concejo Provincial de Piura para el periodo 1996-1998. La elección se celebró simultáneamente con elecciones municipales en todo el país.

## Sistema electoral
La Municipalidad Provincial de Piura es el órgano administrativo y de gobierno de la provincia de Piura. Está compuesta por el alcalde y el Concejo Provincial.
La votación del alcalde y el concejo se realiza en base al sufragio universal, que comprende a todos los ciudadanos nacionales mayores de dieciocho años, empadronados y residentes en la provincia de Piura y en pleno goce de sus derechos políticos, así como a los ciudadanos no nacionales residentes y empadronados en la provincia de Piura.
El Concejo Provincial de Piura está compuesto por 19 regidores elegidos por sufragio directo para un período de tres (3) años, en forma conjunta con la elección del alcalde (quien lo preside) La votación es por lista cerrada y bloqueada. Se asigna a la lista ganadora los escaños según el método d'Hondt o la mitad más uno, lo que más le favorezca. Es elegido como alcalde el candidato que ocupe el primer lugar de la lista que haya obtenido la más alta votación.

## Composición del Concejo Provincial de Piura
La siguiente tabla muestra la composición del Concejo Provincial de Piura antes de las elecciones.
| Partidos | Partidos                                               | Regidores |
| -------- | ------------------------------------------------------ | --------- |
|          | Partido Aprista Peruano                                | 11        |
|          | Partido Popular Cristiano                              | 3         |
|          | Acción Popular                                         | 2         |
|          | Izquierda Unida                                        | 1         |
|          | Lista Independiente Movimiento Independiente Cambio 93 | 1         |
|          | Movimiento Libertad                                    | 1         |

## Partidos y candidatos
A continuación se muestra una lista de los principales partidos y alianzas electorales que participaron en las elecciones:
| Candidatura | Candidatura | Partidos y alianzas                            | Candidatos | Candidatos                 | Ideología                                | Resultado previo | Resultado previo | Ref. |
| Candidatura | Candidatura | Partidos y alianzas                            | Candidatos | Candidatos                 | Ideología                                | Votos (%)        | Reg.             | Ref. |
| ----------- | ----------- | ---------------------------------------------- | ---------- | -------------------------- | ---------------------------------------- | ---------------- | ---------------- | ---- |
|             | AP          | Lista - Acción Popular (AP)                    |            | Sin información disponible | Humanismo Nacionalismo cívico Reformismo | 11.66%           | 2                |      |
|             | IND         | Lista - Lista Independiente N° 3 Vamos Piura   |            | Sin información disponible | Localismo piurano                        | Nuevo            | Nuevo            |      |
|             | IND         | Lista - Lista Independiente N° 5 Somos Piura   |            | Sin información disponible | Localismo piurano                        | Nuevo            | Nuevo            |      |
|             | IND         | Lista - Lista Independiente N° 9 Obras + Obras |            | José Aguilar Santisteban   | Localismo piurano                        | Nuevo            | Nuevo            |      |

Otros candidatos
| Partidos y alianzas | Partidos y alianzas                                             | Candidatos                 |
| ------------------- | --------------------------------------------------------------- | -------------------------- |
|                     | Lista Independiente N° 7 Lista del Pueblo                       | Sin información disponible |
|                     | Lista Independiente N° 11 Movimiento Independiente Piura 95     | Sin información disponible |
|                     | Lista Independiente N° 13 Arriba Grau                           | Sin información disponible |
|                     | Lista Independiente N° 15 Cambio y Desarrollo                   | Sin información disponible |
|                     | Lista Independiente N° 17 Movimiento Independiente Regionalista | Sin información disponible |

## Resultados

### Sumario general
|                        |                                                                 |              |              |              |           |           |
| Partidos y coaliciones | Partidos y coaliciones                                          | Voto popular | Voto popular | Voto popular | Regidores | Regidores |
| Partidos y coaliciones | Partidos y coaliciones                                          | Votos        | %            | ±pp          | Total     | +/−       |
|                        | Lista Independiente N° 9 Obras + Obras                          | 84,133       | 56.28        | n/a          | 12        | +12       |
|                        | Lista Independiente N° 5 Somos Piura                            | 40,073       | 26.81        | n/a          | 6         | +6        |
|                        | Lista Independiente N° 3 Vamos Piura                            | 7,912        | 5.29         | n/a          | 1         | +1        |
|                        | Lista Independiente N° 15 Cambio y Desarrollo                   | 4,580        | 3.06         | n/a          | 0         | ±0        |
|                        | Acción Popular (AP)                                             | 4,469        | 2.99         | –8.67        | 0         | –2        |
|                        | Lista Independiente N° 7 Lista del Pueblo                       | 3,540        | 2.37         | n/a          | 0         | ±0        |
|                        | Lista Independiente N° 13 Arriba Grau                           | 2,252        | 1.51         | n/a          | 0         | ±0        |
|                        | Lista Independiente N° 11 Movimiento Independiente Piura 95     | 1,709        | 1.14         | n/a          | 0         | ±0        |
|                        | Lista Independiente N° 17 Movimiento Independiente Regionalista | 813          | 0.54         | n/a          | 0         | ±0        |
|                        |                                                                 |              |              |              |           |           |
| Total                  | Total                                                           | 149,481      |              |              | 19        | ±0        |
|                        |                                                                 |              |              |              |           |           |
| Votos válidos          | Votos válidos                                                   | 149,481      | 73.99        | –1.32        |           |           |
| Votos en blanco        | Votos en blanco                                                 | 17,012       | 8.42         | +3.12        |           |           |
| Votos nulos            | Votos nulos                                                     | 35,525       | 17.59        | –1.81        |           |           |
| Votos emitidos         | Votos emitidos                                                  | 202,018      | 78.57        | +10.65       |           |           |
| Abstenciones           | Abstenciones                                                    | 55,095       | 21.43        | –10.65       |           |           |
| Votantes registrados   | Votantes registrados                                            | 257,113      |              |              |           |           |
|                        |                                                                 |              |              |              |           |           |
| Fuente:                |                                                                 |              |              |              |           |           |

## Elecciones municipales distritales

### Resultados por distrito
La siguiente tabla enumera el control de los distritos de la provincia de Piura. El cambio de mando de una organización política se resalta del color de ese partido.
| Distrito     | Alcalde(sa) titular        | Partido político | Partido político          | Alcalde(sa) electo(a)      | Partido político | Partido político          |
| ------------ | -------------------------- | ---------------- | ------------------------- | -------------------------- | ---------------- | ------------------------- |
| Castilla     | Daniel Valiente Heredia    |                  | Partido Popular Cristiano | Alberto Kamahara Takamura  |                  | Lista Independiente N° 9  |
| Catacaos     | José More López            |                  | Izquierda Unida           | José Muñoz Vera            |                  | Lista Independiente N° 31 |
| Cura Mori    | José Vílchez Vílchez       |                  | Un Nuevo Curamori         | Fernando Anastacio Bayona  |                  | Lista Independiente N° 9  |
| El Tallán    | Juan Macalupú Zapata       |                  | Independiente El Tallán   | Juan Macalupú Zapata       |                  | Lista Independiente N° 9  |
| La Arena     | Emeterio Macalupú Sernaque |                  | Partido Aprista Peruano   | Emeterio Macalupú Sernaque |                  | Lista Independiente N° 9  |
| La Unión     | Vicente Seminario Silva    |                  | Izquierda Unida           | Marcos Panta Zapata        |                  | Lista Independiente N° 27 |
| Las Lomas    | Justo Gil Soto             |                  | Partido Aprista Peruano   | Segundo Castillo Delgado   |                  | Lista Independiente N° 15 |
| Tambo Grande | César Crisanto Palacios    |                  | Izquierda Unida           | César Crisanto Palacios    |                  | Lista Independiente N° 5  |